# Ben (Lied)
Ben ist eine Pop-Ballade des US-amerikanischen Sängers Michael Jackson, die im Jahr 1972 als Single und später auf dem gleichnamigen Album veröffentlicht wurde. Es war Jacksons erster Solo-Nummer-eins-Hit von 14 in den USA und konnte diese Position eine Woche halten. Weltweit wurde Ben über 3,3 Millionen Mal verkauft.

## Entstehung und Erfolg
Ben wurde von Don Black und Walter Scharf geschrieben und von The Corporation produziert. Tontechniker war Russ Terrana. Der Song wurde für den Tierhorror-Film Ben geschrieben, eine Fortsetzung von Willard. Eigentlich war Ben für Donny Osmond geschrieben worden. Allerdings war er auf Tour, und so gab es keine Aufnahmemöglichkeiten, was dazu führte, dass Michael Jackson der Song angeboten wurde. Dieser war damals 14 Jahre alt. Bei den Golden Globe Awards gewann Ben in der Kategorie Bester Filmsong und wurde für den Oscar in der Kategorie Bester Song nominiert. Jackson sang die Ballade bei der Verleihung live. 

## Inhalt
Der Song handelt von einer engen Freundschaft. Im Film wird diese zwischen dem Jungen Danny und der Ratte Ben aufgezeigt und in der Schlussszene gespielt.

## Coverversionen
Verschiedene Künstler coverten den Song. So veröffentlichte der Sänger Akon nach Jacksons Tod im Jahr 2009 eine Neuabmischung mit seiner und Jacksons Stimme. Besonders hervorzuheben ist außerdem die Coverversion von Marti Webb, die mit Platz 5 in den britischen Charts höher stieg als das Original.
- 1973: Monty Alexander
- 1973: Sonny Stitt
- 1985: Marti Webb
- 1974: Toots Thielemans
- 1996: Boyzone
- 2007: Connie Talbot
- 2009: Akon
- 2012: Glee

## Charts und Chartplatzierungen
Ben erreichte die Top-10 in Großbritannien (Platz 7), in den Niederlanden (Platz 2) und den USA (Platz 1). Jackson war schon mit I Want You Back 1970 mit den Jackson 5 der jüngste Künstler mit einem Nummer-1-Hit und wurde mit Ben der drittjüngste Solokünstler mit einem Nummer-eins-Hit. Nur Stevie Wonder (damals 13) und Donny Osmond (damals 14) waren etwas jünger.
| ChartsChartplatzierungen           | Höchstplatzierung | Wochen |
| ---------------------------------- | ----------------- | ------ |
| Vereinigtes Königreich (OCC)       | 7 (17 Wo.)        | 17     |
| Vereinigte Staaten (Billboard)     | 1 (16 Wo.)        | 16     |
| Vereinigte Staaten (Billboard R&B) | 5 (17 Wo.)        | 17     |